# فرودگاه شامبری ساووی
فرودگاه شامبری ساووی (به انگلیسی: Chambéry Airport) (به زبان بومی: Aéroport de Chambéry - Savoie) یک فرودگاه همگانی ۲۳۳۷۴۹ با کد یاتا CMF است که یک باند فرود بله دارد و طول باند آن آسفالت متر است. این فرودگاه در شهر شامبری کشور فرانسه قرار دارد و در ارتفاع ۲۳۴ متری از سطح دریا واقع شده‌است.

## شرکت‌های هواپیمایی و مقصدهای پروازی
| شرکت‌های هواپیمایی                      | مقصدهای پروازی |
| -------------------------------------- | --- |
| آئروفلوت                               | فصلی: شرمتیوو |
| هواپیمایی ارکیا                        | چارتر فصلی: بن گوریون |
| آتلانتیک ایرویز                        | چارتر فصلی: بیلاند |
| بریتیش ایرویز اجرا توسط بی‌ای سیتی‌فلایر | فصلی: استانستد لندن، لندن سی‌تی، دوبلین , منچستر (آغاز از ۱۶ دسامبر ۲۰۱۷) چارتر فصلی: ادینبرو                                        |
| فلای‌بی                                 | فصلی: بیرمنگام، کاردیف، دونکاستر شفیلد رابین‌هود، ایست میدلند، اکستر، منچستر, نوریچ، ساوت‌همپتون چارتر فصلی: منچستر، ساوت‌همپتون       |
| گلوبوس ایرلاینز                        | چارتر فصلی: دوموده‌دوو |
| آی-فلای                                | چارتر فصلی: ونوکووا |
| جت تایم                                | چارتر فصلی: بیلاند، کپنهاگ |
| هواپیمایی اسکاندیناوی                  | فصلی: کپنهاگ، استکهلم-آرلاندا (آغاز از ۳ فوریه ۲۰۱۸)                                                                                |
| Small Planet Airlines                  | چارتر فصلی: گاتویک |
| Thomson Airways                        | چارتر فصلی: بیرمنگام، بریستول، دوبلین (آغاز از ۲۳ دسامبر ۲۰۱۷), ایست میدلند، اکستر (آغاز از ۲۳ دسامبر ۲۰۱۷), گلاسگو، گاتویک، منچستر |
| تایتان ایرویز                          | چارتر فصلی: بیرمنگام، بریستول، گاتویک، استانستد لندن                                                                                |
| ترانساویا.کام                          | فصلی: اسخیپول آمستردام، روتردام دی‌هیگ                                                                                               |
| یامال ایرلاینز                         | چارتر فصلی: دوموده‌دوو |